# Мангочі
Манго́чі (англ. Mangochi) — містечко, центральний населений пункт та адміністративний центр дистрикту Мангочі Південного регіону Малаві.
Населення — 53498 осіб (2018, 39575 у 2008, 26570 у 1998, 14758 у 1987, 3341 у 1977).